# Corriol semipalmat
El corriol semipalmat (Charadrius semipalmatus) és una espècie d'ocell de la família dels caràdrids (Charadriidae) que en estiu habita platges i tundres d'Alaska i nord del Canadà (incloent l'illa Baffin), península del Labrador, illes Aleutianes, Haida Gwaii i Sant Llorenç; en hivern habita platges del Pacífic des del nord d'Oregon, cap al sud fins al nord de Xile, i a la costa de l'Atlàntic des de Maryland, als Estats Units, cap al sud fins a la Província de Santa Cruz en Argentina, i a les Bahames i Antilles.